# Телекия
Теле́кия (лат. Telekia) — род двудольных цветковых растений, относящийся к семейству Сложноцветные (Asteraceae). Монотипный род с единственным видом Телекия прекрасная, или красивая (Telekia speciosa).
Крупное многолетнее травянистое растение, представитель горного высокотравья Центральной и Восточной Европы, Малой Азии и Кавказа. 
Благодаря своей неприхотливости и декоративности, часто выращивается в садах и парках.

## Название
Научное родовое название дано в честь трансильванского графа Самуэля Телеки (венг. Teleki Sámuel; 1739—1822), покровительствовавшего Иоганну Баумгартену — немецкому ботанику, установившему самостоятельность рода.
По А. Х. Роллову (1908), на Кавказе русскоязычным населением растение называется «крушельницей» или «расходником сердцелистным».
В русскоязычной литературе XX—XXI веков закрепились названия «телекия прекрасная» и «телекия красивая».

## Описание

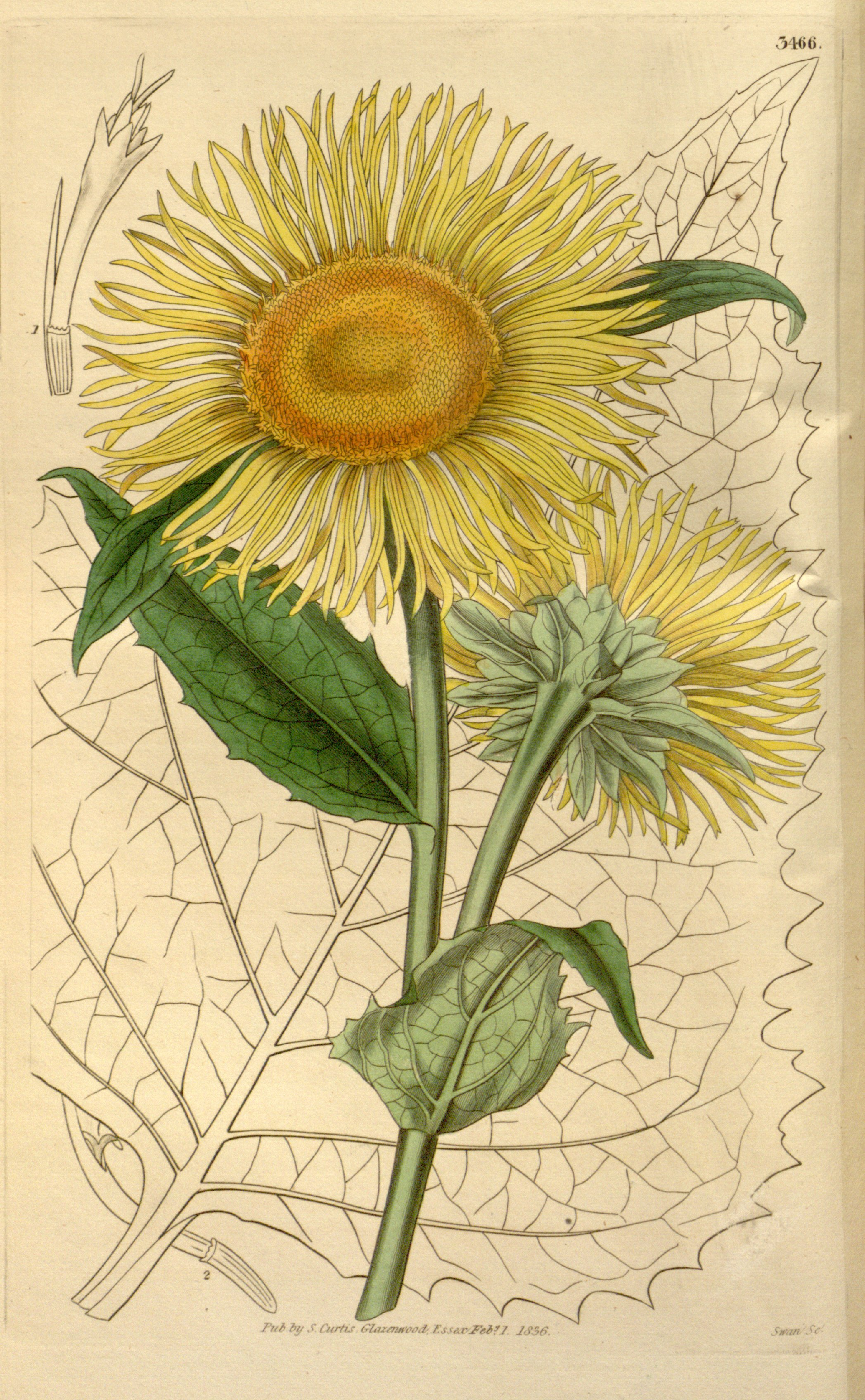
Иллюстрация из Ботанического журнала Кёртиса (1836)

Многолетник с толстым косым корневищем. Стебли обычно одиночные, прямые, крепкие, до 1 см толщиной при основании, 50—100 см (до 200 см) высотой, облиственные, цилиндрические, продольно полосчатые, в нижней части с курчавым опушением, в верхней — с многочисленными густыми желёзистыми волосками, красноватые. В верхней части стебли зонтиковидно ветвятся, веточки несут цветочные корзинки.
Листья очерёдные, по краю неправильно двояко пильчато-зубчатые, верхняя поверхность пластинки и черешка почти голая или с рассеянным опушением, край и нижняя поверхность листа и черешка с негустым железистым опушением с примесью простых волосков. Прикорневые листья 15—25 × 10—15 см (иногда до 30 см длиной и 5—17 см шириной), яйцевидные до широкояйцевидных или ромбических, обыкновенно с глубоко сердцевидным, реже — с округлым основанием, с острой верхушкой, на черешках длиной 11—20 см с узкими крыльями. Средние стеблевые листья меньших размеров — 15—20 × 8—15 см, широкояйцевидные, с сердцевидным основанием, заострённые; черешки их также короче — 1,5—5 см длиной, при основании несколько расширенные. Верхние листья ещё более мелкие — 10—20 × 6—12 см, яйцевидные до яйцевидно-продолговатых или яйцевидно-ланцетных, с округлым или несколько стеблеобъемлющим основанием, сидячие, с оттянутой островатой верхушкой. Прицветные листья 3—8 × 1—2,5 см, ланцетные, постепенно переходящие в наружные листочки обёртки.
Корзинки с трубчатыми срединными и ложноязычковыми краевыми цветками, по 2—8 на одном стебле в общем кистевидном или щитковидном соцветии, редко одиночные, на пазушных цветоносах 5—25 см длиной, несколько вздутых под корзинками. Обёртка 2—2,5 см (иногда до 4 см) в диаметре, с листочками, черепитчато налегающими друг на друга в 5—10 рядах. Наружные листочки обёртки листоватые, цельнокрайные или едва зубчатые, до 3,5 см длиной и до 15 мм шириной, неравные, с островатой верхушкой снаружи и по краям с мелкими желёзками; самые длинные из них могут почти достигать длины краевых цветков. Листочки следующих рядов обёртки 10—15 мм длиной и 2—8 мм шириной, ланцетные, менее острые, в нижней части чешуйчатые, бурые, а ближе к верхушке — зелёные. Листочки средних рядов широкояйцевидные, с туповатой или тупой верхушкой, чешуйчатые, бурые. Внутренние листочки обёртки узколопатчатые, почти плёнчатые, по краям коротко неправильнозубчатые, голые или почти голые. Цветоложе выпуклое, чешуйчатое, голое; чешуйки короче цветков, линейные, хрящеватые, острые, с мелкозубчатым краем.

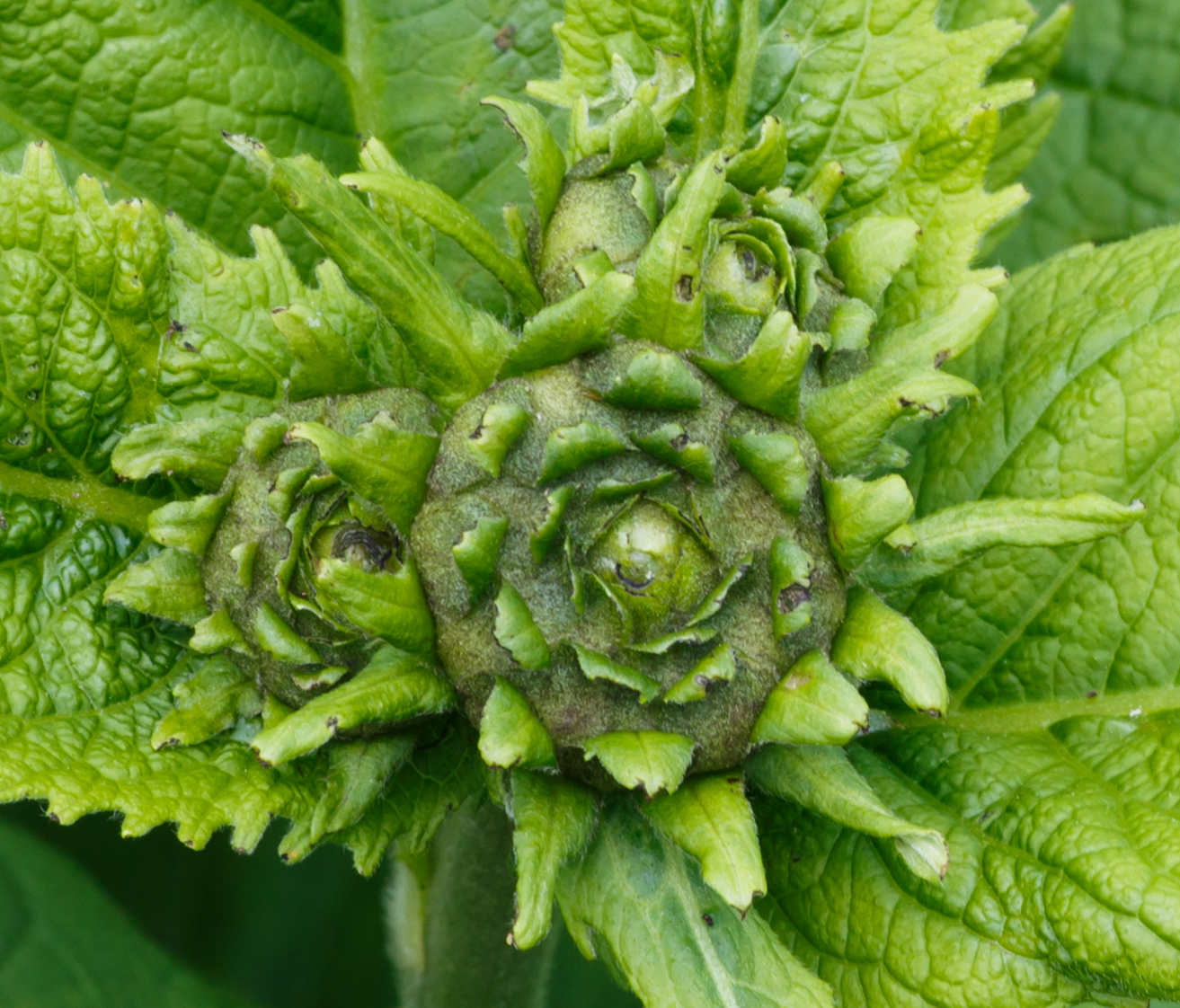
Развивающаяся корзинка. Обёртка с черепитчатыми листочками, внешний их ряд значительно длиннее остальных

Венчик пестичных краевых ложноязычковых цветков 3—4,5 см длиной, с узким длинным золотисто-жёлтым язычком, втрое превышающим по длине обёртку (за исключением её внешнего ряда листоватых листочков), с трубкой 1—1,5 мм в диаметре, расширяющейся кверху, пятижилковый, заканчивающийся пятью зубцами, снаружи покрыт очень мелкими желёзками. Столбик немного выдаётся из трубки.
Трубчатые цветки корзинки обоеполые, с венчиком 5—7 мм длиной, 1 мм в поперечнике, по краю несколько отогнутым, снаружи мелкожелезистым, особенно в верхней части. Венчик почти равен по длине столбику и тычинкам. Гнёзда пыльников в основании с удлинённым придатком, на верхушке с длинной бородкой. Столбик с длинными линейными ветвями, на верхушке закруглёнными.
Плоды — семянки 3—3,7 × 0,3—0,8 мм (с коронкой — до 4—6 мм длиной), почти голые, с продольными рёбрами, на верхушке с едва заметным хохолком в виде очень короткой мелкозубчатой коронки; поверхность их матовая, жёлто-коричневая. Семянки краевых цветков вальковато-трёхгранные, у срединных цветков — вальковато-четырёхгранные.

## Биология
Цветёт июне—августе, плодоносит в сентябре. 
Опыляется насекомыми. Размножается семенами и вегетативно. 
Входит в состав субальпийского высокотравья.

## Распространение
Первоначальный ареал растения — Юго-Восточные Альпы, Карпаты, Балканский полуостров, Малая Азия и Кавказ. В настоящее время вид также широко распространился на восток Центральной Европы, во многие регионы Восточной Европы. 
В Московском регионе растение в одичавшем виде впервые обнаружено в 1869 году П. П. Мельгуновым в Свиблове. Там же собиралось В. И. Палладиным в 1884 году и позднее. Указывалось для Тамбовской губернии И. Вейнманом (1837) как растущее «по влажным местам среди кустарников», однако, по мнению Д. И. Литвинова, это указание следует относить к Inula helenium L. Часто выращивается на дачных участках и легко дичает.

## Экология
Встречается по опушкам горных лесов, по берегам рек, у лесных ручьёв, по прочим влажным местам.
Предпочитает почвы умеренного и повышенного увлажнения, различаемых по уровню кислотности от слабокислых до слабощелочных. Встречается в составе сообществ пойменных горных и предгорных лугов с доминированием белокопытника гибридного Petasition hybridi Silliger 1933, а также пойменных ясенево-ольховых лесов — союза Alnion incanae Pawłowski et al. 1928. Может внедряться в нитрофильные сообщества лесных опушек союза Impatienti noli-tangere-Stachyion sylvaticae Görs ex Mucina 1993.

## Вредители
На листьях растения паразитирует ржавчинный гриб Coleosporium tussilaginis (Pers.) Lév. (иногда описывается отдельный вид Coleosporium telekiae Thüm.) в урединиальной стадии; выявлен в Центральной, Южной и Восточной Европе, на культивируемых растениях — также в Скандинавии. Листья может поражать мучнистая роса Erysiphe cichoracearum DC.
Побегами растения питаются тли — например, монофаг телекии Uroleucon telekiae (Holman). Листьями могут питаться личинки минирующей мухи Phytomyza conyzae Hendel.

## Значение и применение

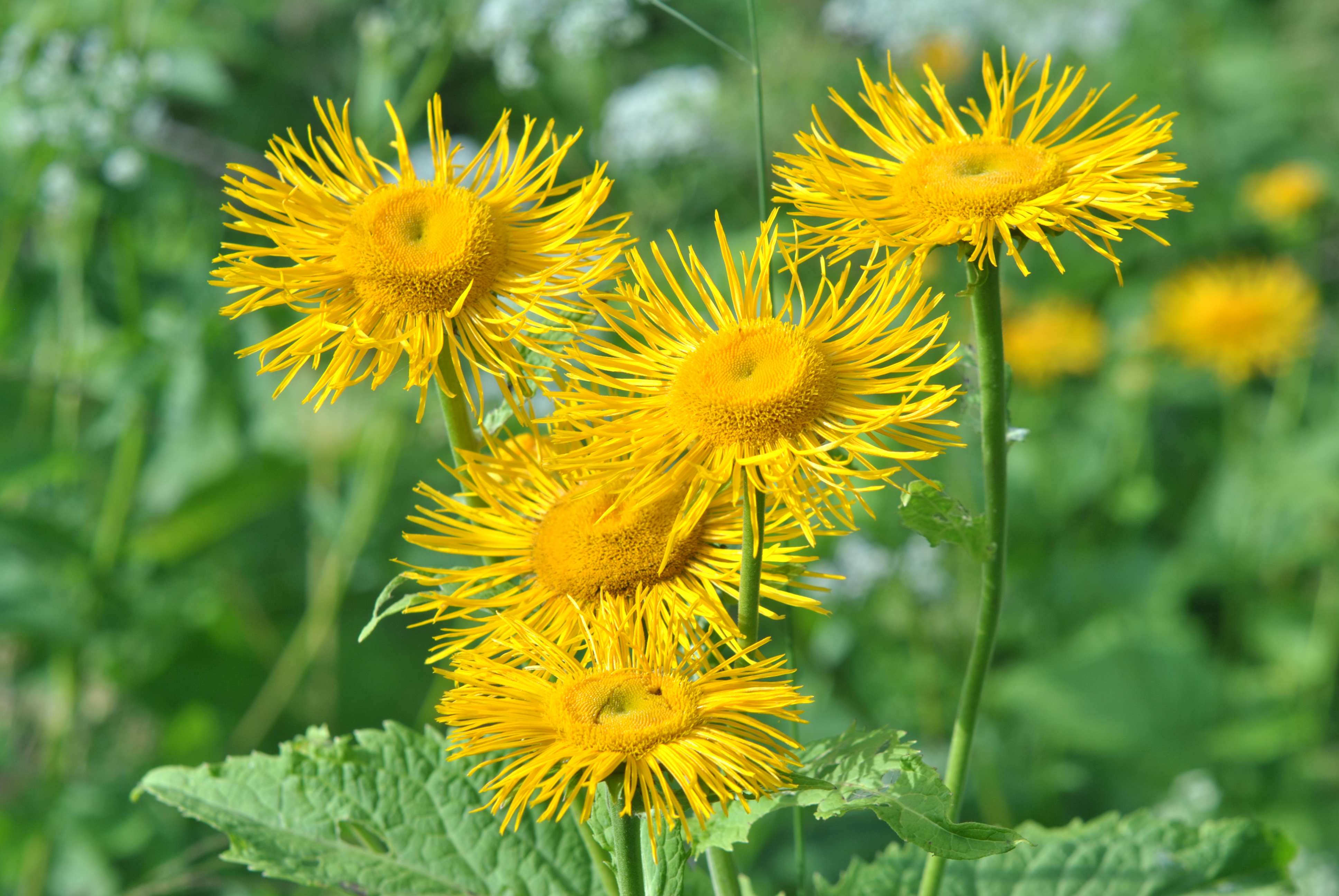
Корзинки телекии

### Культивирование
Растение введено в культуру в Великобритании в 1739 году Филипом Миллером.
Предпочитает солнечные места, но хорошо переносит и затенение. Нетребовательно к почве. Даёт обильный самосев, легко переносит пересадку. Можно размножать семенами либо делением корневища (весной или осенью). Выращенные из семян растения зацветают на второй — третий год.
Используется в крупных групповых посадках, выращивается у хозяйственных построек, заборов. Культивируемую телекию дачники нередко называют «девясилом».

### Использование и фитохимия
По сообщениям А. Х. Роллова, в Чечне свежесорванные листья телекии нагревались на огне и затем прикладывались к участкам воспаления на коже. В Имеретии отваренные корни растения использовались для лечения опухолей.
В растении содержатся различные терпеноиды: геленины (алантолактон и изоалантолактон, в подземных и надземных частях и плодах), телекин, изотелекин (в подземных и надземных частях), асперилин (в подземных частях и плодах) и другие моно- и сесквитерпеноиды, а также цембрен C (в надземной части). Также растение содержит фитостерины β-ситостерин и стигмастерин, флавоноид 7-β-D-глюкопиранозид лютеолина, алкалоид 2-этил-3-метилпиразин. В надземных частях содержатся пальмитиновая, линолевая, олеиновая, капроновая, арахидоновая кислоты, δ-додекалактон, (Z)-гексенилацетат, пропилтиглат, в соцветиях — генэйкозановая кислота.
Телекин и 6α-гидрокси-2,3-дигидроароматицин показали прооксидантные свойства, положительно сказываясь на активности ферментов глутатионпероксидазы, глутатионредуктазы и каталазы. Сесквитерпеновые лактоны (сумма) показали антибактериальную активность. Настойка подземной части растения в эксперименте показала протистоцидные свойства. Водно-метанольный экстракт надземной части растения обладает цитотоксической активностью к клеткам HeLa, MCF-7, A431.

## Охранный статус
В Красной книге сосудистых растений Венгрии (2007) вид отнесён к категории «вымирающих видов» (EN, V). В Красной книге флоры Боснии и Герцеговины (2013) отнесён к «уязвимым видам» (VU).

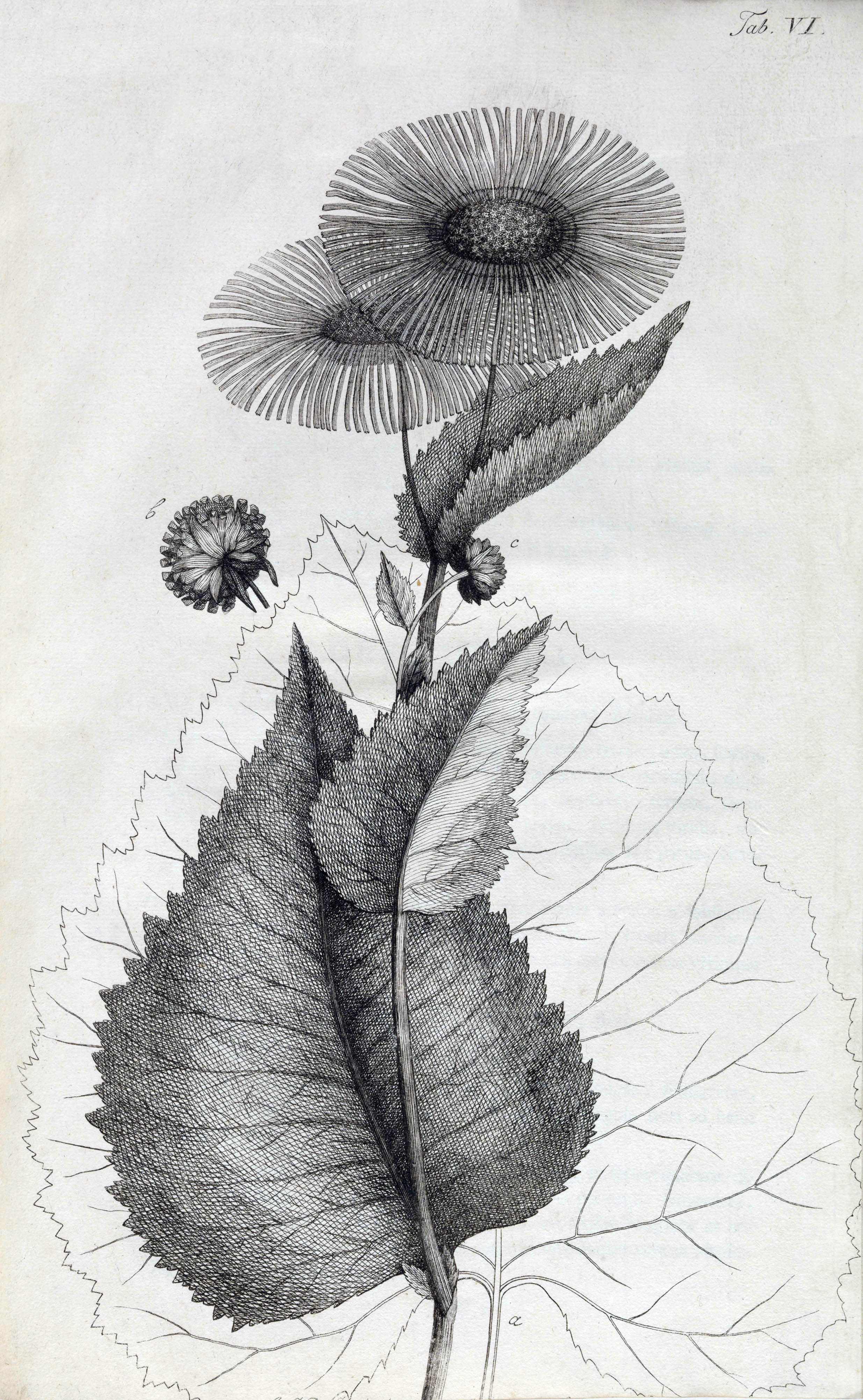
Иллюстрация из атласа Icones et descriptiones plantarum minus cognitarum И. Х. Шребера (1766)

## Таксономия и систематика
Телекия красивая была впервые описана немецким ботаником Иоганном Христианом фон Шребером (1739—1810) в 1766 году в составе рода Buphthalmum. Классическое местонахождение (locus classicus) вида — Каппадокия.
В отдельный род Telekia вид был выделен немецким ботаником Иоганном Баумгартеном (1756—1843), занимавшимся исследованиями флоры Трансильвании.
Telekia Baumg., Enum. Stirp. Transsilv. 3: 149 (1817).
Telekia speciosa (Schreb.) Baumg., ibid.: 150. — Buphthalmum speciosum Schreb., Icon. Desc. Pl. 11, tab. 6 (1766).
Баумгартен описывал род следующим образом:

CCCCXCVI. Telekia.
Обёртка черепитчатая, листоватая, двойная. Внешние листочки более длинные, почти равные, мохнатые, мелкогородчатые, внутренние более узкие, яйцевидные, с отогнутой верхушкой. Столбик выступающий. Цветки краевые язычковые, с 2 продолговатыми отогнутыми рыльцами; срединные обоеполые, с двураздельным рыльцем. Цветоложе щетинистое, щетинки шиловидные, прямые. Хохолок сидячий, перистый.
Оригинальный текст (лат.)
Anthod[ium] imbricatum, foliaceum, duplici serie; squamis exterior[ibus] longioribus, subaequalibus, villosis, crenulatis; interior[ibus] brevioribus, ovatis, apice reflexis. Styl[us] exsertus. Flosc[uli] radiati ligulati. Stigm[ata] 2, oblonga, reflexa; centrales hermaphroditi. Stigm[ata] bifida. Rec[eptaculum] setosum, setis subulatis, strictis. Papp[us] sessilis, plumosus.
— Baumgarten J. C. G. Enumeratio stirpium in magno principatu Transsilvaniae […]. — Vindobonae: in Libraria Camesinae, 1816 [1817]. — P. 149—150.
|  | Monactinocephalus paniculatus |
|  |                               |
|  | Monactinocephalus shirensis   |
|  |                               |

|  | Telekia speciosa                                                                      |
|  |                                                                                       |
|  | \| \| Codonocephalum grande \| \| \| \| \| \| Codonocephalum peacockianum \| \| \| \| |
|  |                                                                                       |
|  | Codonocephalum grande                                                                 |
|  |                                                                                       |
|  | Codonocephalum peacockianum                                                           |
|  |                                                                                       |

|  | Codonocephalum grande       |
|  |                             |
|  | Codonocephalum peacockianum |
|  |                             |

Telekia относится к подтрибе Inulinae семейства Астровые (Asteraceae). Также в эту подтрибу входят такие роды, как Inula (девясил), Carpesium (карпезий), Pulicaria (блошница) и другие. Телекия по морфологии напоминает некоторые виды девясила — девясил великолепный (Inula magnifica Lipsky), девясил высокий (Inula helenium L.). От девясила этот род отличается семянками с хохолком в виде коронки, чешуйчатым цветоложем и листьями (средними и нижними) с сердцевидным основанием.
В 2018 году была опубликована статья, в которой на основании молекулярно-филогенетических данных (а именно последовательностей внутреннего транскрибируемого спейсера ядерной ДНК и трёх пластидных спейсеров хлоропластной ДНК) подтверждается близость Telekia speciosa типовому виду Inula — Inula helenium L., а также видам Codonocephalum — Codonodephalum peacockianum Aitch. & Hemsl. и Codonocephalum grande (Schrenk ex Fisch. & C.A.Mey.) B.Fedtsch. — и Monactinocephalus — Monactinocephalus paniculata Klatt и Monactinocephalus shirensis (Oliv.) D.Gut.Larr. et al. Другие виды, традиционно относимые к Inula (в частности, Inula britannica L. — девясил британский), находятся с этой группой в достаточно дальнем родстве и перенесены авторами в род Pentanema.

### Синонимы

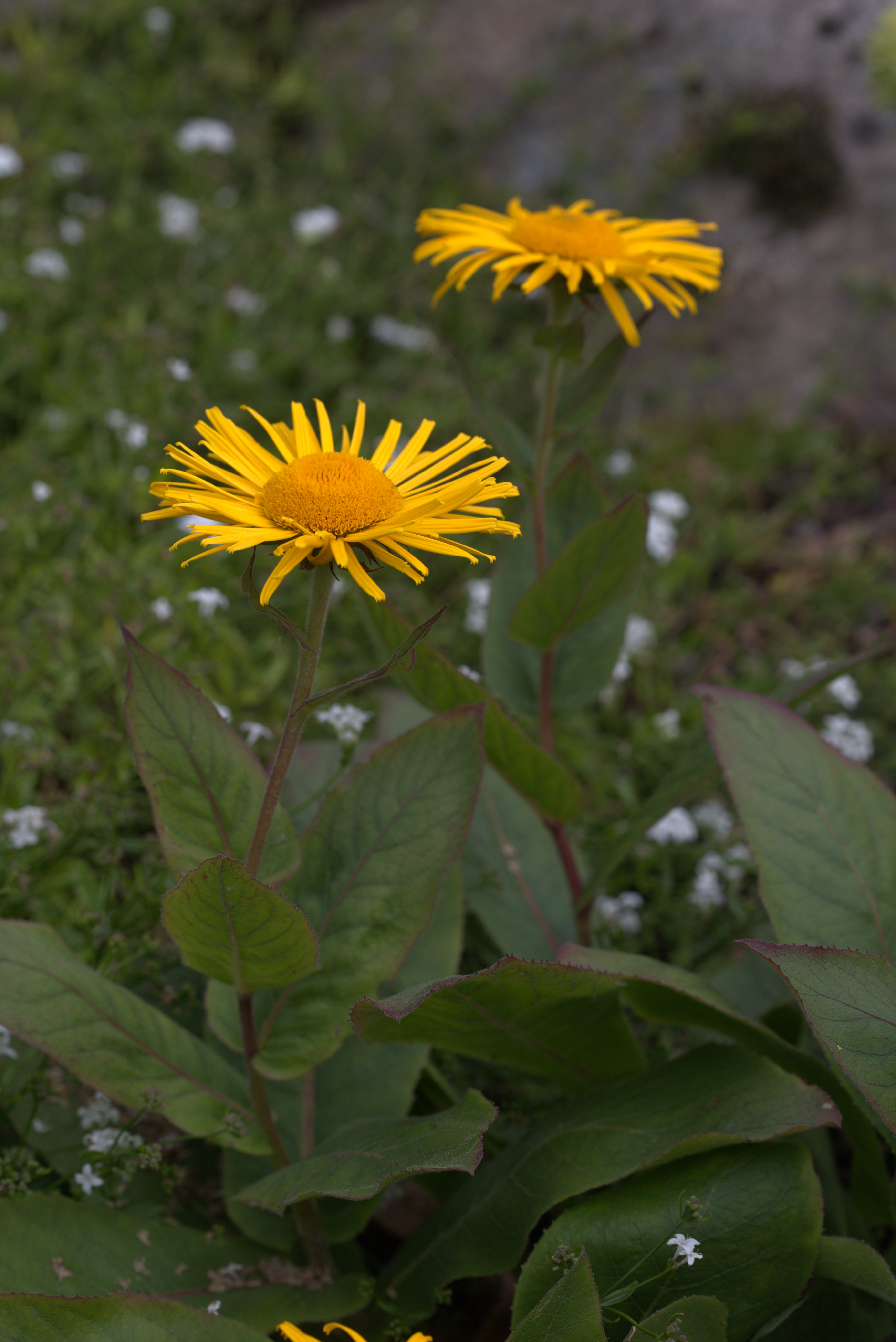

#### Гомотипные синонимы
- Buphthalmum speciosum Schreb., 1766 basionym

#### Гетеротипные синонимы
- Buphthalmum cordifolium Waldst. & Kit., 1803
- Corvisartia caucasica (Pers.) G.Don ex Loudon, 1830
- Inula caucasica Pers., 1807
- Inula macrophylla C.C.Gmel., 1811, nom. superfl.
- Inula telekia E.H.L.Krause, 1905, nom. nov.
- Molpadia suaveolens Cass., 1824
- Telekia cordifolia (Waldst. & Kit.) DC., 1836, nom. illeg.
- Telekia ovata K.Koch, 1850

### Другие виды, ранее относимые к роду
Род является монотипным, остальные ранее относимые к нему виды впоследствии были перенесены в другие роды:
- Telekia africana Hook.f., 1864 — в XIX веке некоторыми авторами относился к Telekia, впоследствии перенесён в род Anisopappus. В современных работах обыкновенно принимается в качестве подвида полиморфного вида Anisopappus chinensis Hook. & Arn. — как Anisopappus chinensis subsp. africanus (Hook.f.) S.Ortiz & Paiva. Широко распространённое в Африке растение[22].
- Telekia speciosissima (L.) Less., 1832 — до конца XX века обычно относился к роду Telekia, впоследствии признан близким Buphthalmum. В современных работах обычно принимается в составе последнего рода как Buphthalmum speciosissimum L., реже выделяется в самостоятельный род Xerolekia как Xerolekia speciosissima (L.) Anderb.[23] Эндемик Северной Италии (Ломбардия, Трентино — Альто-Адидже)[24].